# René Jacobs
René Jacobs (Gent, 1946. október 30. –) flamand Grammy-díjas kontratenor, karmester.

## Élete, munkássága
René Jacobs 1946-ban született a belgiumi Gentben. Gyermekkorában kórustag volt a genti Szent Bávó-székesegyházban. A Genti Egyetemen klasszikus filológiát tanult, de emellett is folytatta az éneklést. Ezután zenei képzését Brüsszelben, majd Hágában folytatta Louis Devos, illetve Lucie Frateur mellett. Megismerkedett a Kuijken testvérekkel, Alfred Dellerrel és Gustav Leonhardttal, akik arra biztatták, hogy énekesként a kontratenor regiszterre, illetve a barokk zenére összpontosítson. Néhány év alatt ennek a hangfajtának az egyik legkiválóbb képviselője lett, akit világszerte elismertek.
Jacobs az első időkben a koncertszínpadokon szerepelt, operaszínpadon 1974-ben, Amszterdamban debütált: Francesco Cavalli Erismena című operájában Clerio szerepét énekelte. 1977-ben megalapította a Concerto Vocale barokk zenei együttest. Operakarmesteri karrierje 1983-ban kezdődött Antonio Cesti olasz barokk zeneszerző L'Orontea című darabjával az Innsbrucki Fesztiválon, majd Monteverdi, Cavalli, Gluck és Händel operáit is műsorra tűzte. Ezt az akkoriban még újszerűnek számító repertoárt Európán kívül Japánban is bemutatta. Ezeket a produkciókat a Harmonia Mundi lemezkiadó rögzítette, és legtöbbjük rangos díjakat nyert.
Nagyjából az ezredforduló körül háttérbe szorította énekesi pályafutását, és ettől kezdve a vezénylésre koncentrál. Felvételt készített elfelejtett barokk zeneszerzők, Antonio Cesti, Sigismondo d'India, Luca Marenzio, Pierre Guédron és Michel Lambert műveiből. Lelkes pártolója a velencei operának, ami Cavalli két nagy operájának, a La Calistónak és az Eliogabalónak 1993-as, a brüsszeli Théâtre de la Monnaie-ben történő, nagy sikert hozó bemutatásával érte el csúcspontját. Ezt a produkciót később Berlinben, Barcelonában, Lyonban és Montpellier-ben is bemutatták, sőt 2004-ben az Innsbrucki Fesztiválon is játszották. 
Az 1990-es években nyitott a klasszicista zene felé is, ezt Haydn- és Mozart-bemutatók jelezték. A berlini Staatsoperrel és a brüsszeli Théâtre de la Monnaie-val való együttműködése révén bemutatta Telemann Orpheus és Der geduldige Socrates, Graun Cleopatra e Cesare, Keiser Croesus, Mozart Così fan tutte és Haydn Orlando Paladino című operáit. 1998 óta rendszeresen dirigál az Aix-en-Provence-i Fesztiválon, a párizsi Champs-Élysées Théâtre-ben és a Salle Pleyelben, valamint Bécsben, a Theater an der Wienben is. Jacobs mint karmester rendszeresen dolgozik olyan barokk, illetve régizene együttesekkel, mint például a Concerto Köln, a Felvilágosodás Korának Zenekara, az Akademie für Alte Musik Berlin, a Nederlands Kamerkoor, a Freiburger Barockorchester és a RIAS Kammerchor.

## Elismerései
René Jacobs számtalan elismerést kapott előadásaiért, felvételeiért. Monteverdi 1998-as L'Orfeo című filmjéért elnyerte a Francia Színház- és Operakritikusok Egyesületének nagydíját, mint az év legjobb operaprodukciója. A Diapason magazintól megkapta „Az év zenei személyiségének” díját a Cosi fan tutte és Alessandro Scarlatti Il primo omicidio oratóriumának felvételéért. 2001-ben az Académie Charles Cros legmagasabb kitüntetését, a „Prix in honorem”-et érdemelte ki Keiser Croesusának felvételéért és életművéért. 2004-ben a Gramophone magazinnál a Figaró házassága az Év felvétele volt. Ugyanezért a felvételért a francia Le Monde de la Musique Choc de l'année díjat adott. Az Opernwelt magazin az Eliogabalo kiadását a 2004-es év újrafelfedezésének nevezte. 2005-ben Grammy-díjat nyert Mozart Figaro házassága című operájának felvétele, Haydn Az évszakok című oratóriuma pedig megkapta a Diapason d'Or-t. 2008-ban Magdeburg városa a rangos Telemann-díjat adományozta számára. 2009-ben a Classica magazin az Év művészének választotta Telemann Brockes passiójának, Mozart Idomeneójának és Haydn Teremtésének felvételéért. Mozart Varázsfuvolájának felvétele 2010-ben számos elismerést kapott: az Operavilág év CD-je, a Német Zenekritikusok díja, Choc de l'année 2010 Classica, a BBC Music Magazine díja. 2014-ben Bach Máté-passiója ECHO-díjat, a Classica magazin Choc de l'année elismerését és a Német Lemezdíjat kapta meg. 
Jacobs a Genti Egyetem díszdoktora.  

## Felvételei
Válogatás a Discogs és az AllMusic nyilvántartásából.
| Megjelenés | Tartalom                                                                          | Közreműködők | Kiadó                      |
| ---------- | --------------------------------------------------------------------------------- | --- | -------------------------- |
| 1974       | John Blow: Ode on the Death of Mr. Henry Purcell; 6 Songs from „Amphion Anglicus” | James Bowman, Max Van Egmond, Leonhardt-Consort, Gustav Leonhardt                                                           | Philips, Seon              |
| 1976       | Henry Dumont: Motets a Voix Seule Pieces Instrumentales                           | Johan Huys, Joseph Wolteche, Janine Rubinlicht, Anne-Marie Hess, Jerôme Lejeune, Ku Ebbinge                                 | MBM 21                     |
| 1979       | Sigismondo D'India: Duetti, Lamenti & Madrigali                                   | Concerto Vocale, Judith Nelson, Wieland Kuijken, William Christie, Konrad Junghänel                                         | Harmonia Mundi             |
| 1981       | Aggostino Steffani: Duetti da Camera                                              | Judith Nelson, René Jacobs, Wieland Kuijken, William Christie, Konrad Junghanel                                             | Harmonia Mundi             |
| 1982       | Charpentier: Leçons de Ténebres du Jeudy Sainct                                   | Concerto Vocale | Harmonia Mundi             |
| 1984       | Monteverdi: Lamento D'Arianna                                                     | Helga Müller-Molinari, René Jacobs, Concerto Vocale                                                                         | Harmonia Mundi             |
| 1985       | Cavalli: Xerse                                                                    | Concerto Vocale | Harmonia Mundi             |
| 1987       | Gluck: Echo & Narcisse                                                            | Concerto Köln, Sophie Boulin, Kurt Streit                                                                                   | Harmonia Mundi             |
| 1990       | Händel: Flavio                                                                    | Jeffrey Gall, Derek Lee Ragin, Lena Lootens, Bernarda Fink, Ensemble 415                                                    | Harmonia Mundi             |
| 1993       | Claudio Monteverdi: Un Concert Spirituel                                          | Concerto Vocale | Harmonia Mundi             |
| 1997       | Bach: Weihnachts Oratorium                                                        | Dorothea Röschmann, Andreas Scholl, Werner Güra, Klaus Häger, RIAS Kammerchor, Akademie für Alte Musik Berlin               | Harmonia Mundi             |
| 2000       | Reinhard Keiser: Croesus                                                          | Dorothea Röschmann, Roman Trekel, Werner Güra, Klaus Häger, Akademie für Alte Musik Berlin                                  | Harmonia Mundi             |
| 2003       | Alessandro Scarlatti: Griselda                                                    | Akademie für Alte Musik Berlin                                                                                              | Harmonia Mundi             |
| 2009       | Händel: Partenope                                                                 | Laki Krisztina, Helga Müller-Molinari, John York Skinner, La Petite Bande, Sigiswald Kuijken                                | Harmonia Mundi, Sony Music |
| 2013       | Pergolesi: Septem Verba a Christo (In Cruce Moriente Prolata)                     | Sophie Karthäuser, Christophe Dumaux, Julien Behr, Konstantin Wolff, Akademie Für Alte Musik Berlin                         | Harmonia Mundi             |
| 2017       | Mozart: Requiem                                                                   | Sophie Karthäuser, Marie-Claude Chappuis, Maximilian Schmitt, Johannes Weisser, RIAS-Kammerchor, Freiburger Barockorchester | Harmonia Mundi             |
| 2019       | Beethoven: Leonore                                                                | Marlis Petersen, Maximilian Schmitt, Freiburger Barockorchester                                                             | Harmonia Mundi             |
| 2020       | Schubert: Symphonies 2 & 3                                                        | B'Rock Orchestra | PentaTone Classics         |